# Ersta naturreservat
Ersta naturreservat är ett naturreservat i Tierps kommun i Uppsala län.
Området är naturskyddat sedan 2005 och är 47 hektar stort. Reservatet består av barrskog och sumpskog.